# 島峰徹

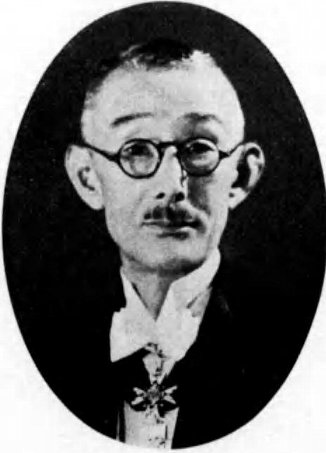
島峰徹

島峰 徹（しまみね とおる、1877年（明治10年）4月3日 - 1945年（昭和20年）2月10日）は、日本の大正から昭和前期における医学博士・歯科医・東京高等歯科医学校（旧東京医科歯科大学(現東京科学大学)の母体）の創立者・同附属医院長。日本における近代歯科学の確立と歯科医師の地位向上に努めた。新潟県出身。

## 生涯

### 誕生
島峰徹の姓は、父恂斎碑文及び墓所銘や一部資料・書籍において島峯が用いられているが、大学名簿・官報等公文書では島峰が用いられていることから、本稿においても島峰を用いた。
島峰家は越後長岡藩の藩医を代々勤め、祖父伝庵は十三人扶持（長岡藩上士槙家記録）、または75石取りと記録されている。戊辰戦争当時、祖父伝庵は63歳・父恂斎は22歳で既に家督を継ぎ、戊辰戦争における長岡藩内の記録「士分賞罰留」において恂斎は勤労の功を賞され二両二分を下され、また負傷した河井継之助を会津で同僚藩医と共に治療を行ったとされる。長岡藩敗戦後一家は越後古志郡乙吉村（現新潟県長岡市）に一時身を寄せ、1875年（明治8年）〜1876年（明治9年）頃刈羽郡石地村（現新潟県柏崎市）に移転した。その間、恂斎は長岡会社病院（現長岡日赤病院）設立（1873年（明治6年）開業）に尽力したとされる。
1877年（明治10年）4月3日、島峰徹は石地村で恂斎の長男として誕生した。1880年（明治13年）祖父伝庵が死去し、その後父恂斎が佐渡鉱山病院長となったことから一家で佐渡に転居、3年後長岡に移転（父が長岡神田町で開業）、1885年（明治18年）に無医村であった三島郡片貝村に転居した。片貝村出身者としては草創期の軍医制度を確立した石黒忠悳がおり、後年徹は石黒にかわいがられ、恂斎碑文も石黒により書かれた。

### 少年期
島峰徹が小学生期に片貝に移り、徹は地元の子供等と共に「破竹組」と称し、自ら隊長となる腕白であったと伝えられるが、学業成績は優秀であった。1892年（明治25年）高等小学校を卒業、私立長岡学校（同年10月古志郡町立長岡尋常中学校・現長岡高等学校）に入学したが在学3ヶ月で新潟中学校（現新潟高等学校）に転入し、1896年（明治29年）新潟中学校を卒業した。中学卒業後上京し、日清戦争直後の高揚感から海軍に憧れ、海軍兵学校の入学試験を受け合格するが、父の反対から断念する。また、政治家を志し一時法科系の学校に通ったとも伝えられているが、家業である医業を学ぶべく1896年（明治29年）4月金沢医学専門学校（後の金沢医科大学）に入学した。
医者になるなら大学に入学すべきとの考えから金沢医学専門学校も退学し、1897年（明治30年）第四高等学校に入学した。その頃、父恂斎は結核に罹り、ある時徹は東京市の医者に診せるべく父を背負い汽車に乗り上京したが、病既に重く何も出来ず帰郷したことが伝えられている。1898年（明治31年）徹が第四高等学校に入学した翌年に、父恂斎は死去した。

### 学生時代
父の死から島峰家は困窮を極め、徹の学業成就のため次弟正は長岡中学（3年生）を退学し医科に住み込み修行を行うこととし、母シゲと末弟恂は片貝村で乳牛を飼い牛乳を売って生計を立てた。また、長岡藩士の教育費を支援する長岡社の貸費生となり、1901年（明治34年）6月第四高等学校を卒業し、直ちに東京帝国大学医科大学に入学した。1905年（明治38年）12月東京帝国大学医科大学を卒業後同大学院に入学、早く医者としての途を習い覚えたいとの考えから小石川の東京市養育院医員となる（翌年12月退任）。この頃、一時期父恂斎が開業していた石地の隣地に住んでいた内藤久寛（日本石油社長）と同郷の先輩で東京帝国大学医科大学教授の小金井良精が徹を後見していたと思われる。養育院退任後小金井良精の解剖学教室で解剖学と組織学を修得した。

### ドイツ留学
島峰徹の歯科学専攻は、徹・内藤久寛と小金井良精との相談の結果と考えられている。この後、小金井は留学直後の島峰を東京帝国大学の歯科学教室主任石原久に推薦しており、留学前には歯科学に必要な知識である解剖学を研究させた。また、島峰留学直後に伝染病研究所が同人を迎えようと考え内藤に相談したが、内藤は「島峯は最初から歯科をやらすことにしてドイツに留学させた‥」と回答しており、このことより島峰の歯科学専攻は大学院生であった頃より決められていたと考えられている。
1907年（明治40年）6月、島峰はドイツに留学し同年10月ベルリン大学歯学科に入学、一般歯科過程を規定に従い1年半で終え、ウイリーゲル教授より口腔外科学及び歯牙の病理学を研究し『歯髄炎』に関わる論文を発表した。1909年（明治42年）7月、ブレスラウ（ヴロツワフ　現在ポーランド領）大学（ヴロツワフ大学）に転じバルチ教授の無給助手となり歯牙病理組織学と保存療法学科で学び、『第2セメント質』に関わる論文を発表した（この論文は後に学位論文として用いられた）。その後、同大学解剖学教室のクラーチ博士・医化学を研究し、翌1911年（明治44年）4月ブレスラウ（ヴロツワフ）大学衛生学パイファー教授の無給助手として『口腔細菌並びに梅毒の純粋培養を研究』し3論文を公表した。
同年8月文部省在外研究員（官費留学生）となりドイツ・アメリカへの官費留学が認められた。万国衛生博覧会（ドレスデン開催）・ドイツ中央歯科医学会において研究業績を発表し、その後ハンガリー・オーストリア他ヨーロッパ各国を訪問、各国の歯科学教育制度や資格制度を調査した。その間、1912年（大正元年）にはベルリン大学より業績を認められ歯科医学科内学術研究科主任として採用されたことは、当時の日本人留学生としては破格のことであった。1914年（大正3年）8月文部省の指示により万国歯科医学会（ロンドン開催）に日本を代表して出席し、10月第一次世界大戦勃発によりアメリカに転じフィラデルフィアのペンシルベニア大学に滞在し、ボルチモア市・ワシントン市・ニューヨーク市・シカゴ市・サンフランシスコ市の歯科学校・大学を視察、1914年（大正3年）12月1日東京に帰着した。

### 帰国後
帰国後、島峰徹は東京帝国大学医科大学歯科学教室（石原久主任）の講師となり、ドイツ時代の論文をもって医学博士学位を授与された。しかし、早々に石原の歯科医を医師の下とするかの様な教室運営に賛同できず、翌1915年（大正4年）医術開業試験委員になると5月には『医術開業試験附属病院』（通称永楽病院）歯科医長に任じられ、永楽病院歯科の発展充実に独歩していった。この後、東京帝国大学石原教室のあり方に不満を持つ同医局員が徹の下に集まり、この状態を石原は「島峰は病身者で、道楽者で、かつ策謀家だ」と言いふらし「絶対に俺の後は継がせない」と喧伝し、長幼の序を重んじる当時の風潮下入沢達吉等は石原を擁護した。
この様な中、徹は永楽病院での実績を評価され、1917年（大正6年）8月1日歯科が分離独立し『文部省歯科病院』が設立されると院長に就任した。徹は留学時により得た先進歯科学国の教育制度・資格制度に負けぬ日本の歯科教育機関設立を文部省歯科病院を足場に目指した結果、1918年（大正7年）に長尾優・永松勝海、翌年には高橋新次郎、1920年（大正9年）以降に檜垣麟三・加来素六・弓倉繁家・川上政雄・金森虎男等が徹の下に集まった。1919年（大正8年）には、遂に籍を置いていた東京帝国大学医学部（この年分科大学制が廃止され医科大学は医学部となった）講師を辞すると共に、門下生であった長尾優等に学校建設に参加しないかとの話を行っていた。

### 学校設立
当時の医学会は東京帝国大学卒でドイツ留学経験者を中心とし、その余の者は一段下に見られる風潮であった。この流れの中、唯一当時の官立歯科学教室であった東京帝国大学歯科学教室では、どんなに技量が上回っていても医学士の資格がない歯科医は傍観者としての地位に置かれ、大学出たでの医学士であろうが医学士と同席でなけらば患者を診ることができず、一般の人からも「歯科医になるのは容易」と見られていた。石原でさえ歯科学主任となる時、多くの人間から「何で歯科医になるのか」と反対された。この様な状態では優れた医療が行えず優れた人も歯科を目指さず、歯科医教育は私立の専門学校（私立東京歯科医学専門学校（1907年設立・現東京歯科大学）・私立日本歯科医学専門学校（1907年設立・現日本歯科大学）・私立東洋歯科医学専門学校（1916年設立・現日本大学歯学部）・私立大阪歯科医学専門学校（1917年設立・現大阪歯科大学）等の私立専門学校）が主となっていた。
島峰徹は充実した諸外国の歯科医教育を目の当たりにして、優れた人材を歯科医とし、実力ある歯科医を医師と同等の立場に引き上げ、歯科衛生を医学同様に重要なことと世間に認識させるためには模範を示すべき官立歯科学校設立が必要と考え奔走した。徹は当時文部省専門学務局長であった松浦鎮次郎を再三訪ね、官立歯科医学校設立の必要性を説き、1918年（大正7年）漸く予算申請の段となったが許可されず、松浦局長の文部省最高顧問機関である臨時教育委員会で決議してくれたら大きな力になるとのアドバイスを受け、同委員である岡田良平の賛同を得、岡田の実弟で副会長であった一木喜徳郎より、江木千之委員・久保田譲会長を説き、1919年（大正8年）臨時教育委員会において「政府は速やかに歯科高等教育機関を設置すべし」という付帯決議の決済を得るに至った。1922年（大正11年）春、漸く官立歯科医学校設立について議会を通ることができた。1923年（大正12年）歯科医学校設立のため具体的な予算作業に取り組んでいたところ、9月1日関東大震災がおこり復興までの間学校設立は凍結されていたが、1928年（昭和3年）10月12日勅令により『東京高等歯科医学校』が創設され、島峰徹は翌13日学校長の発令を受けた。徹は専門学校の名称を嫌い、ドイツにあった技術学校をモデルにして作られた「東京美術学校」「東京音楽学校」と同様に「高等歯科医学校」とした。

### 東京高等歯科医学校
1929年（昭和4年）4月20日、1期生100人の入学式が行われ、一ツ橋の東京商科大学校舎の一部を借りて授業が行われ、解剖実習は東京帝国大学を利用した。『医学と十分な関連を保持しながら、歯科は別の教育をすべき』との考えの下長尾優・檜垣麟三等を留学させ、東大出身教授には歯科技工の習得を求めた、またベルリン大学歯学部長Willhelm Dieckを始め多くのドイツ人歯科学者を招聘し、先進歯科学の教育を国内で行った。1930年（昭和5年）12月、御茶ノ水の東京女子高等師範学校跡に移り、1944年（昭和19年）太平洋戦争における医師不足から医学部が併設され、校名も『東京医学歯学専門学校』に改名され、徹は引き続き校長として職を全うした。1945年（昭和20年）2月10日、現職のまま死去した。

## 年譜
年譜、叙爵叙勲
1877年（明治10年）：4月3日、新潟県刈羽郡石地村に誕生。
1901年（明治34年）：7月、第四高等学校第三部医科を卒業する。
1905年（明治38年）：12月、東京帝国大学医科大学を卒業し、同大学院に入学。東京市養育院医員となる（翌年12月退任）。
1906年（明治39年）：12月、東京帝国大学医科大学解剖学教室に入り、歯牙解剖並びに組織学を専攻する。
1907年（明治40年）：6月、私費留学生としてドイツ・ベルリン大学歯学科に入学し口腔外科・歯牙病理学を学ぶ。
1909年（明治42年）：7月、ブレスラウ（ヴロツワフ）大学に転じ歯牙病理組織学を学ぶ。8月、万国歯科医学会（ベルリン開催）に出席する。
1911年（明治44年）：4月、ブレスラウ（ヴロツワフ）大学衛生学ファイフェル教授の無給助手となり口腔細菌並びに梅毒の純粋培養を研究し業績を公表する。8月、文部省在外研究員（官費留学生）となりドイツ・アメリカへの1カ年留学を認められる。また、万国衛生博覧会（ドレスデン開催）・ドイツ中央歯科医学会において研究業績を発表する。
1912年（大正元年）：8月、ハンガリー・オーストリア及び南ドイツの各大学を視察し、歯科医学教育制度を調査する。（大正元年）9月、ベルリン大学歯科医学科内学術研究科主任に任じられ、保存療法科に所属する。文部省により留学期間1年延長が認められる。
1913年（大正2年）：7月、デンマーク・オランダ・スウェーデン・ノルウェー・フィンランドの各大学を視察、歯科医学制度並びに資格認定につき調査する。8月、ベルリン大学より1ヵ年の契約延長を求められ応じ、文部省も1ヵ年の留学延長を認める。
1914年（大正3年）：4月、イタリア・スイスの各大学を視察、歯科医学制度並びに資格認定につき調査する。8月、文部省の指示により万国歯科医学会（ロンドン開催）に日本を代表して出席する。10月、第一次世界大戦勃発によりアメリカに転じフィラデルフィア・ペンシルベニア大学に滞在し、ボルチモア市・ワシントン市・ニューヨーク市・シカゴ市・サンフランシスコ市の歯科学校・大学を視察する。12月、日本に帰国し、東京帝国大学医科大学講師に任じられ、医学博士学位を受ける。
1915年（大正4年）：4月、医術開業試験委員に任じられる。5月、医術開業試験附属病院歯科医長に就任する（1917年（大正7年）退任）。
1916年（大正5年）：10月、歯科医師試験委員に任じられる。
1917年（大正6年）：8月、歯科医術開業試験附属病院長に就任する。
1918年（大正7年）：8月、文部省視学委員に任じられる。
1919年（大正8年）：東京帝国大学講師を辞任する。9月、内務省中央衛生会臨時委員に任じられる。
1920年（大正9年）：11月、海軍軍医学校教授に任じられ兼務する。
1925年（大正14年）：1月、フィンランド歯科医学会名誉会員に叙される。
1928年（昭和3年）：5月、東京高等歯科医学校教授・学校長に就任する。
1929年（昭和4年）：5月、東京高等歯科医学校附属医院長に就任する。9月、学校衛生調査会臨時委員に任じられる。
1930年（昭和5年）：1月、ブレスラウ（ヴロツワフ）大学より学位を授けられる。
1931年（昭和6年）：4月、ウィーン歯科医学会より名誉会員に叙される。
1936年（昭和11年）：5月、ドイツより「ローテルクロイツ勲一等」を授与される。12月、ドイツより「ドイツオリンピック名誉章二等」を授与される。
1938年（昭和13年）：10月、ベルリン歯口顎学会より名誉会員に叙される。
1939年（昭和14年）：3月、中央衛生会委員に任じられる。
1940年（昭和15年）：7月、学術研究会委員に任じられる。9月、イタリア歯科口腔科学界名誉会員に叙される。
1943年（昭和18年）：7月、専門学校教育刷新協議員及び医学歯科学専門学校教育刷新協議員に任じられる。1月、勲二等瑞宝章を授かる。
1944年（昭和19年）:2月、東京高等歯科医学校医学科創設委員・校長に就任する。2月10日逝去する。墓所は長岡市妙楽寺。
叙爵・叙勲:従三位、勲二等瑞宝章。

## 門下生
- 長尾優：東京高等歯科医学校第2代校長、東京医科歯科大学初代学長、日本歯科医学会初代会長。
- 永松勝海：九州歯科医学専門学校（九州歯科大学前身）教授、同校校長、福岡県立医学歯学専門学校校長、九州歯科大学初代学長、日本歯科医学会副会長。
- 高橋新次郎：東京高等歯科医学校・東京医科歯科大学教授、同大歯学部付属病院長、日本矯正歯科学会長。
- 檜垣麟三：東京高等歯科医学校・東京医科歯科大学教授、同大歯学部長、神奈川歯科大学学長、日本歯科医学会会長。
- 加来素六：九州帝国大学教授、日本口腔科学会会長。
- 弓倉繁家：大阪医科大学教授、大阪大学歯学部創立に尽力し初代歯学部長。
- 川上政雄：東京医科歯科大学教授。
- 金森虎男：東京高等歯科医学校教授、東京帝国大学医学部歯科学教室教授、札幌医科大学教授。

## 著作
- 「歯と健康」（島峰徹著 内務省衛生局 1923年）
- 「純粋生体「アイヌ人」の口腔器関特に歯牙の研究」（島峯徹・金森虎男著 大岡山書店 1926年）
- 「家庭科学大系 第68 歯科・応急手当」（島峰徹・正木俊二著 文化生活研究会 1928年）
- 「大日本小児科全書 第22編 小児歯牙疾患」（島峰徹・桧垣麟三著 金原商店 1939年）
- 「歯科学報 16(6)」 P13「限局性齒髓炎ノ興味アル二例ニ就テ 島峯徹」の項（東京歯科大学学会 1911年6月）
- 「歯科学報 16(12)」 P30「口腔ヨリ『バチルス フヂフォルミス』、『コンマバチルス』螺旋狀菌及齒牙『スピロヘーテ』ノ純粹培養及動物試驗ニ於クル其病原作用 島峯徹」の項（東京歯科大学学会 1911年12月）
- 「歯科学報 21(12)」 P54「口腔衞生資料 齲齒の原因及び其療法 島峯徹」の項（東京歯科大学学会 1916年12月）
- 「婦人衛生雑誌 (309)」 P1「齒に就て 島峯徹」の項（私立大日本婦人衛生会事務所 1915年8月）
- 「日本之医界 (164)」 P4「消化機病と齒科との關係 島峰徹」の項（日本之医界社 1916年3月）
- 「済生 3(11)」 P34「齒と健康 島峰徹」の項（恩賜財団済生会 1926年11月）
- 「済生 3(12)」 P30「齒と健康 島峰徹」の項（恩賜財団済生会 1926年12月）

## 家族
祖父：島峯伝庵
祖母：カヨ（長岡藩士藤本安左衛門の娘）
父：島峯恂斎
母：シゲ（長岡藩士長谷川平四郎の五女）
弟：正
弟：恂
伯母（柳沢家に嫁ぐ）

## 栄典
勲章
- 1943年（昭和18年）10月9日  - 勲二等瑞宝章[21]